# Mercurey
Mercurey település Franciaországban, Saône-et-Loire megyében. Lakosainak száma 1217 fő (2022. január 1.). Mercurey Rully, Aluze, Charrecey, Fontaines, Mellecey, Saint-Mard-de-Vaux és Saint-Martin-sous-Montaigu községekkel határos.

## Népesség
A település népességének változása:
| Lakosok száma | 1252 | 1192 | 1346 | 1193 | 1213 | 1212 | 1231 | 1224 | 1217 |
|               | 2013 | 2015 | 2016 | 2017 | 2018 | 2019 | 2020 | 2021 | 2022 |